# Bacqueville
Bacqueville es una comuna francesa situada en el departamento de Eure, en la región de Normandía.

## Demografía
| 232 | 234 | 248 | 283 | 385 | 404 | 628 |
| Para los censos de 1962 a 1999 la población legal corresponde a la población sin duplicidades (Fuente: INSEE [Consultar]) |     |     |     |     |     |     |